# Incidente di Jablonków
L'incidente di Jabłonków (in polacco: Incydent jabłonkowski; in ceco: Jablunkovský incident) si riferisce agli eventi avvenuti nella notte tra il 25 e il 26 agosto 1939, lungo il confine tra Polonia e Slovacchia, dove un gruppo di agenti dell'Abwehr tedesco attaccò una stazione ferroviaria a Mosty.
Lo scopo previsto dell'attacco era quello di catturare e mantenere il passo Jabłonków, con il suo tunnel ferroviario considerato strategico, fino all'arrivo dei rinforzi: i tedeschi furono respinti dalle unità polacche e l'incidente è stato considerato l'inizio dell'invasione tedesca della Polonia. Al tempo stesso è stato considerato come il primo impiego di reparti di Commandos nella seconda guerra mondiale.

## Antefatti
Secondo l'ordine di Adolf Hitler, l'invasione della Polonia età prevista per le 4:25 del mattino del 26 agosto 1939. Il 25 agosto l'attacco fu ritardato perché quel giorno Hitler venne a sapere che la Gran Bretagna aveva firmato un nuovo trattato con Polonia offrendo il proprio sostegno militare in caso di attacco.
Parte del piano tedesco Fall Weiß per invadere la Polonia prevedeva che dei piccoli gruppi di tedeschi vestiti con Räuberzivil ("abiti civili dei ladri" - abiti casual poco appariscenti e robusti) attraversassero il confine la notte prima e il giorno dell'invasione si impossessassero di punti strategici chiave prima dell'alba. Il battaglione segreto dell'Abwehr incaricato di intraprendere queste operazioni ricevette il titolo eufemistico di "Compagnia di addestramento alla costruzione 800 per compiti speciali".
Il gruppo, sotto il comando del tenente Hans-Albrecht Herzner dell'Abwehrstelle Breslau, che in seguito divenne comandante del battaglione Nachtigall, la prima legione straniera della Wehrmacht, fu incaricato di preparare la strada all'assalto della 7ª divisione di fanteria infiltrandosi al confine. Dovevano catturare la stazione ferroviaria a Mosty, al passo Jablunkau, sui Carpazi, per impedire la distruzione del tunnel ferroviario a binario unico che era il collegamento più breve tra Varsavia e Vienna.
Il passo Jabłonków, che separa le catene montuose dei Beschidi della Moravia-Slesia e dei Beschidi della Slesia, è una delle vie di trasporto più importanti dei Carpazi occidentali. Nell'ottobre 1938, insieme al territorio di Zaolzie, fu annesso al territorio della Seconda Repubblica Polacca; pertanto, la Polonia controllava un collegamento ferroviario chiave, la linea ferroviaria Košice-Bohumín. I tedeschi quindi sapevano bene che la mancata cattura della linea e del tunnel avrebbe seriamente influenzato i movimenti della Wehrmacht nel sud della Polonia.

## Attacco
Il compito del distaccamento dell'Abwehr era quello di catturare sia la stazione ferroviaria di Mosty sia il tunnel per impedirne la distruzione da parte delle forze polacche. Gli fu pertanto ordinato di occupare il passo Jabłonków prima che iniziassero le ostilità nonché di disabilitare gli eventuali sistemi di demolizione polacchi e far posto alla 7ª divisione di fanteria di stanza nelle vicinanze.
Il quartier generale dell'esercito polacco era pienamente consapevole dell'importanza strategica del tunnel il quale fu minato già nel mese di giugno 1939 dai soldati del 21º battaglione del Genio di stanza a Bielsko Biała, sotto il comando del colonnello e ingegnere minerario Witold Pirszel. Il tunnel era sorvegliato dai soldati della Guardia di frontiera del villaggio di Świerczynowiec e da un plotone di fanteria del 4º reggimento di fucilieri di Podhale. L'avamposto della Difesa Nazionale più vicino era di stanza a Trzyniec. Nell'estate del 1939, ogni giorno dopo l'ultimo treno, i genieri polacchi armavano gli esplosivi per la notte su entrambi i lati del tunnel lungo 300 metri.
Il distaccamento tedesco di circa 70 agenti vestiti in abiti civili (alcune fonti riportano il numero di 24), partì da Čadca il 25 agosto in tarda serata. Durante la notte, attraversarono il confine polacco-slovacco vicino alla montagna di Velký Polom e raggiunsero la stazione di Mosty intorno alle 04:00 del 26 agosto, ignari che Hitler aveva annullato il suo ordine e ritardato l'attacco alla Polonia fino al 1º settembre. I tedeschi si posizionarono su una collina vicino alla stazione di Mosty e iniziarono a sparare contro l'edificio della stazione, così come contro una casa dove viveva il preside di una scuola polacca locale. Nei minuti successivi, i tedeschi conquistarono la stazione dopo alcuni combattimenti e fecero prigioniero un gruppo di lavoratori diretti alle acciaierie di Třinec.
L'unità tedesca non aveva idea che la stazione fosse dotata di un sistema di comunicazione militare situato nel seminterrato, fu così che una telefonista donna riuscì a comunicare con le unità polacche a guardia del tunnel dando l'allarme. Le sentinelle polacche, armate di mitragliatrici, presero posizione ad entrambe le estremità del tunnel e fu preparato un posto di osservazione: si verificò un caotico scontro a fuoco dopo il quale i tedeschi si resero conto che l'operazione fu fallita e si dispersero nei boschi vicini. Alcuni aggressori riuscirono a catturare una locomotiva e cercarono di entrare nel tunnel, ma furono respinti dalla polizia polacca. I tedeschi rimasero sotto il fuoco pesante, mentre cercavano una di ritirarsi in Slovacchia. Alla fine riuscirono a ritirarsi intorno a mezzogiorno del 26 agosto, con due feriti. Lo storico polacco Tomasz Chinciński dell'Institute of National Remembrance ammette che i tedeschi catturarono la stazione di Mosty ma non riuscirono a catturare il tunnel.

## Conseguenze
Dopo l'incidente, il generale tedesco Eugen Ott, comandante della 7ª divisione di fanteria, concentrata nell'area di Žilina, si scusò con il generale polacco Józef Kustroń, comandante della 21ª divisione di fanteria da montagna, di stanza nelle vicinanze e responsabile della protezione delle frontiere. Ott affermò che l'azione fu messa in scena da un individuo "pazzo" in azione solitaria.
Il tunnel di Jabłonków fu fatto saltare in aria dal colonnello Witold Pirszel il 1º settembre 1939, alle 06:00, 75 minuti dopo che l'esercito tedesco iniziò l'attacco, senza dichiarare guerra, e pochi minuti prima dell'arrivo delle truppe tedesche. La comunicazione ferroviaria fu parzialmente ripristinata nel febbraio 1940, e completamente nel 1941.